# Феромарганець
Феромарганець — феросплав, основними компонентами якого є залізо і марганець.

## Отримання

Динаміка світового виробництва феромарганцю у доменних і електродугових печах та світового виробництва дзеркального чавуну.

Вуглецевий феромарганець, що містить 75—79 % Mn, до 7 % C (решта Fe і домішки), отримують в руднотермічних або доменних печах з марганцевого концентрату. Середньо- і маловуглецевий (рафінований) феромарганець, що містить 86—89 % Mn, до 1,5 і до 0,5 % C (відповідно), отримують в рудотермічних печах силікотермічним способом з силікомарганця, марганцевих концентратів і низкофосфористого марганцевого шлаку.
Разом з феромарганецем випускається металевий марганець, який отримують електротермічним або електролітичним способом. Азотований (близько 6 % N) рафінований феромарганець або металевий марганець отримують витримкою порошків в атмосфері азоту при 900 °С.

## Застосування
Феромарганець застосовують у металургії для розкислювання і легування сталі, а також для обмазки зварювальних електродів. Додавання марганцю підвищує твердість сталі, її антикорозійні властивості і стійкість до розриву.